# Inter praeteritos
Inter praeteritos è una enciclica di papa Benedetto XIV, datata 3 dicembre 1749, nella quale il Pontefice, in un lungo documento, ricco di citazioni e riferimenti, precisa alcune norme da applicarsi durante il Giubileo del 1750.

## Fonte
- Tutte le encicliche e i principali documenti pontifici emanati dal 1740. 250 anni di storia visti dalla Santa Sede, a cura di Ugo Bellocci. Vol. I: Benedetto XIV (1740-1758), Libreria Editrice Vaticana, Città del Vaticano 1993